# Bomolocha claxalis
Bomolocha claxalis är en fjärilsart som beskrevs av William Schaus 1904. Bomolocha claxalis ingår i släktet Bomolocha och familjen nattflyn. Inga underarter finns listade i Catalogue of Life.